# 長都沼
長都沼（おさつぬま）は、かつて北海道千歳市にあった沼。21世紀現在は干拓が完了し、跡地に走る水路が旧長都沼と呼ばれている。

## 名称について
アイヌ語名はオサツトウ (Osat-to) で、長都川が流入するためにこう呼ばれたと言われる。長都川は、アイヌ語のオサツナイ (Osat-nay) で、「川尻・乾く・沢」の意。
なお、「シコツ」という地名が「千歳」に改められた1805年（文化2年）前後に、この沼のことを「シコツ沼」と記した幕吏らの旅行記が3点残されている。シコツ川（千歳川）が流入するのでシコツ沼、と理由付けされているが、本来「シコツ沼」とはシコツ川が流出する支笏湖のことであり、「長都沼 = シコツ沼」とするのは、支笏湖の存在を知らない和人に見られる例であった。

## 地理
長都沼は、日本海側の石狩から太平洋側の勇払に至る石狩低地帯の、ほぼ中央に位置していた。沼一帯の地形は周辺よりも低く、丘陵地からの河川が流入して、水を集めるようになっていた。
また、長都沼の北東の長沼町域には、馬追沼が存在した。1896年（明治29年）の地図では、馬追沼の沼尻と長都沼とを、イカベツ川が紐帯のようにつなげているのが確認できる。この馬追沼もまた、干拓されて農耕地へと変化した。

## 歴史
かつて、広大な長都沼は、石狩から太平洋側へと抜ける際の、舟運の要衝だった。しかし明治時代以降、周辺地域への入植や開拓が進行する中で、河川の氾濫が絶えない低湿地の長都沼一帯の開発には、排水網の整備が求められるようになった。
1941年（昭和16年）、東京などの大学生を編成した「学生義勇軍」によって、後に「大学排水」と呼ばれることになる排水路が掘削されるが、目標の1200メートルの1/3程度しか掘ることができず、長都沼から水が流れ出すことはなかった。
事業は札幌土木現業所に引き継がれ、1946年（昭和21年）から3年計画で排水路の再掘削が行われた。1957年（昭和33年）着工の長都新水路工事によって、千歳川が長都沼から切り離され、さらに長都川と祝梅川がこの新水路に合流するようになり、長都沼を完全に周辺の河川水から独立させたことで、干拓の足掛かりができた。1961年（昭和37年）からは、沼のほぼ中央を南北に縦貫する「第14号幹線排水路」が着工し、干拓の完了が決定的なものとなった。
1987年（昭和62年）から7年間をかけて、「第15号排水川」または「広幅排水路」が、幅130メートル・長さ1920メートルの水路へと拡大され、残った水も千歳川へと排出されるようになった。
こうして長都沼があった一帯は畑地へと変わり、ジャガイモなどが栽培されている。また環境省は、旧長都沼および周辺農地がコハクチョウ・ヒシクイ・マガンの渡来地であるため、「生物多様性の観点から重要度の高い湿地」No.056に選定している。

## ギャラリー

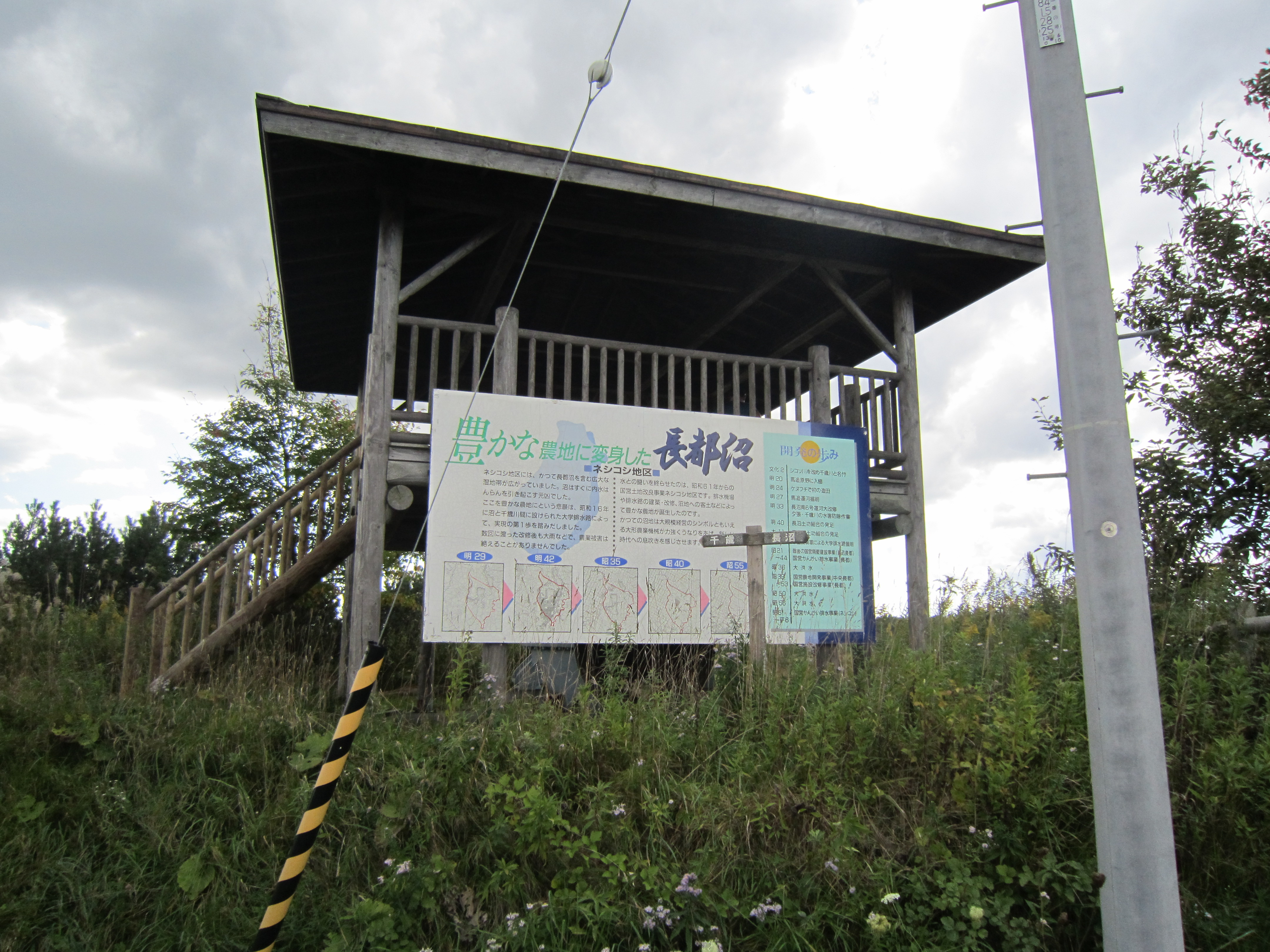
長都沼展望台
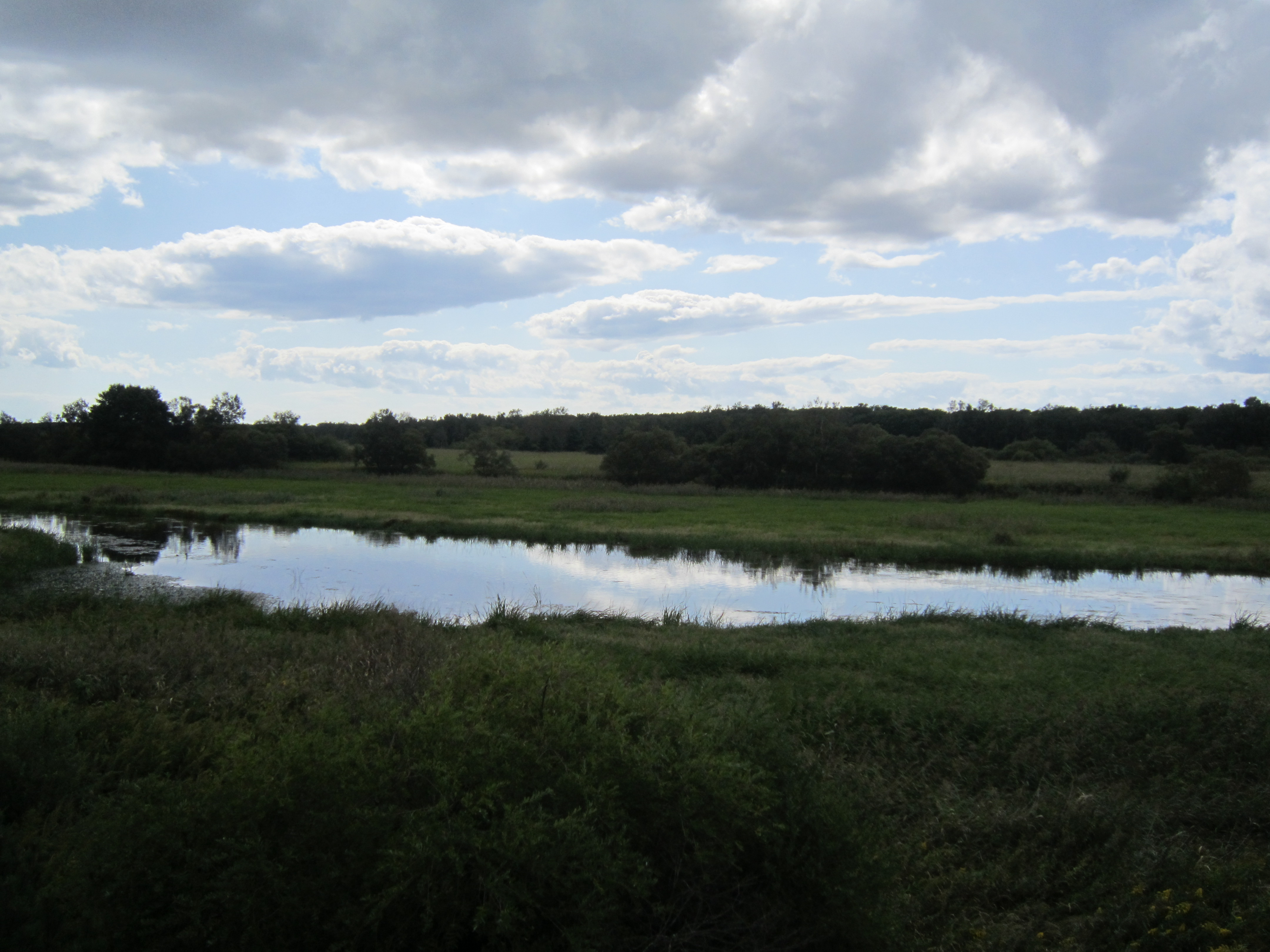
展望台から見た旧長都沼